# Mohamed Bayo
Mohamed Bayo (Clermont-Ferrand, 4 giugno 1998) è un calciatore guineano con cittadinanza francese, attaccante dell'Anversa, in prestito dal Lilla, e della nazionale guineana.

## Caratteristiche tecniche
È un attaccante versatile, che dispone di buona velocità e forza fisica e in grado di muoversi sia in avanti che ai lati. Cinico in fase realizzativa, dispone di buona tecnica e si sacrifica pure rientrando in fase difensiva.

## Carriera

### Club
Cresciuto nel settore giovanile del Clermont Foot, debutta in prima squadra l'11 novembre 2017 in occasione dell'incontro di Coppa di Francia perso 1-0 contro lo Yzeure; realizza la sua prima rete il 14 agosto 2018 nel match di Coupe de la Ligue vinto 3-0 contro il Laval.
Nel gennaio 2019 viene ceduto in prestito al Dunkerque per giocare con maggiore continuità, trasferimento poi esteso anche per la stagione seguente.
A fine prestito torna al Clermont Foot, con cui, al termine del campionato 2020-2021, ottiene la sua prima storica promozione in massima serie francese, anche grazie ai 22 gol di Bayo.
L'8 agosto 2021 la squadra esordisce contro il Bordeaux e sorprendentemente vince per 2-0, partita nella quale Bayo segna il primo, storico, gol della squadra nella Ligue 1.
Il 13 luglio 2022 viene acquistato dal Lilla.

### Nazionale
Il 24 marzo 2021 debutta con la nazionale guineana giocando l'incontro di qualificazione per i Mondiali 2022 vinto 1-0 contro il Mali; successivamente, è stato convocato per la Coppa delle nazioni africane 2021.

## Statistiche

### Presenze e reti nei club
Statistiche aggiornate al 3 febbraio 2025.
| Stagione               | Squadra                | Campionato             | Campionato | Campionato | Coppe nazionali | Coppe nazionali | Coppe nazionali | Coppe continentali | Coppe continentali | Coppe continentali | Altre coppe | Altre coppe | Altre coppe | Totale | Totale | Totale |
| Stagione               | Squadra                | Comp                   | Pres       | Reti       | Comp            | Pres            | Reti            | Comp               | Pres               | Reti               | Comp        | Pres        | Reti        | Pres   | Reti   |        |
| ---------------------- | ---------------------- | ---------------------- | ---------- | ---------- | --------------- | --------------- | --------------- | ------------------ | ------------------ | ------------------ | ----------- | ----------- | ----------- | ------ | ------ | ------ |
| 2016-2017              | Clermont Foot 2        | CFA2                   | 27         | 14         | -               | -               | -               | -                  | -                  | -                  | -           | -           | -           | 27     | 14     |        |
| 2018-2019              | Clermont Foot 2        | N3                     | 8          | 5          | -               | -               | -               | -                  | -                  | -                  | -           | -           | -           | 8      | 5      |        |
| 2020-2021              | Clermont Foot 2        | N3                     | 1          | 1          | -               | -               | -               | -                  | -                  | -                  | -           | -           | -           | 1      | 1      |        |
| Totale Clermont Foot 2 | Totale Clermont Foot 2 | Totale Clermont Foot 2 | 36         | 20         |                 | -               | -               |                    | -                  | -                  |             | -           | -           | 36     | 20     |        |
| 2017-2018              | Clermont Foot          | L2                     | 0          | 0          | CF+CdL          | 1+0             | 0+0             | -                  | -                  | -                  | -           | -           | -           | 1      | 0      |        |
| 2018-gen. 2019         | Clermont Foot          | L2                     | 5          | 0          | CF+CdL          | 2+2             | 0+1             | -                  | -                  | -                  | -           | -           | -           | 9      | 1      |        |
| gen.-giu. 2019         | Dunkerque              | N1                     | 10         | 2          | CF              | -               | -               | -                  | -                  | -                  | -           | -           | -           | 10     | 2      |        |
| 2019-2020              | Dunkerque              | N1                     | 24         | 12         | CF              | 4               | 5               | -                  | -                  | -                  | -           | -           | -           | 28     | 17     |        |
| Calcio Dunkerque       | Calcio Dunkerque       | Calcio Dunkerque       | 34         | 14         |                 | 4               | 5               |                    | -                  | -                  |             | -           | -           | 38     | 19     |        |
| 2020-2021              | Clermont Foot          | L2                     | 38         | 22         | CF              | 0               | 0               | -                  | -                  | -                  | -           | -           | -           | 38     | 22     |        |
| 2021-2022              | Clermont Foot          | L1                     | 32         | 14         | CF              | -               | -               | -                  | -                  | -                  | -           | -           | -           | 32     | 14     |        |
| Totale Clermont Foot   | Totale Clermont Foot   | Totale Clermont Foot   | 75         | 36         |                 | 5               | 1               |                    | -                  | -                  |             | -           | -           | 80     | 37     |        |
| 2022-2023              | Lilla                  | L1                     | 27         | 4          | CF              | 3               | 1               | -                  | -                  | -                  | -           | -           | -           | 30     | 5      |        |
| 2023-2024              | Le Havre               | L1                     | 22         | 5          | CF              | 1               | 0               | -                  | -                  | -                  | -           | -           | -           | 23     | 5      |        |
| 2024-2025              | Lilla                  | L1                     | 12         | 2          | CF              | -               | -               | UCL                | 5                  | 0                  | -           | -           | -           | 17     | 2      |        |
| Totale Lille           | Totale Lille           | Totale Lille           | 39         | 6          |                 | 3               | 1               |                    | 5                  | 0                  |             | -           | -           | 47     | 7      |        |
| Totale carriera        | Totale carriera        | Totale carriera        | 206        | 81         |                 | 13              | 7               |                    | 5                  | 0                  |             | -           | -           | 224    | 88     |        |

### Cronologia presenze e reti in nazionale
| Cronologia completa delle presenze e delle reti in nazionale ― Guinea | Cronologia completa delle presenze e delle reti in nazionale ― Guinea | Cronologia completa delle presenze e delle reti in nazionale ― Guinea | Cronologia completa delle presenze e delle reti in nazionale ― Guinea | Cronologia completa delle presenze e delle reti in nazionale ― Guinea | Cronologia completa delle presenze e delle reti in nazionale ― Guinea | Cronologia completa delle presenze e delle reti in nazionale ― Guinea | Cronologia completa delle presenze e delle reti in nazionale ― Guinea |
| Data                                                                  | Città                                                                 | In casa                                                               | Risultato                                                             | Ospiti                                                                | Competizione                                                          | Reti                                                                  | Note                                                                  |
| --------------------------------------------------------------------- | --------------------------------------------------------------------- | --------------------------------------------------------------------- | --------------------------------------------------------------------- | --------------------------------------------------------------------- | --------------------------------------------------------------------- | --------------------------------------------------------------------- | --------------------------------------------------------------------- |
| 24-3-2021                                                             | Conakry                                                               | Guinea                                                                | 1 – 0                                                                 | Mali                                                                  | Qual. Coppa d'Africa 2021                                             | -                                                                     | 46’                                                                   |
| 1-9-2021                                                              | Nouakchott                                                            | Guinea-Bissau                                                         | 1 – 1                                                                 | Guinea                                                                | Qual. Mondiali 2022                                                   | -                                                                     | 82’                                                                   |
| 6-10-2021                                                             | Marrakech                                                             | Sudan                                                                 | 1 – 1                                                                 | Guinea                                                                | Qual. Mondiali 2022                                                   | 1                                                                     | 75’                                                                   |
| 9-10-2021                                                             | Agadir                                                                | Guinea                                                                | 2 – 2                                                                 | Sudan                                                                 | Qual. Mondiali 2022                                                   | 1                                                                     |                                                                       |
| 12-10-2021                                                            | Rabat                                                                 | Guinea                                                                | 1 – 4                                                                 | Marocco                                                               | Qual. Mondiali 2022                                                   | -                                                                     |                                                                       |
| 3-1-2021                                                              | Kigali                                                                | Ruanda                                                                | 3 – 0                                                                 | Guinea                                                                | Amichevole                                                            | -                                                                     | 68’                                                                   |
| 6-1-2021                                                              | Kigali                                                                | Ruanda                                                                | 0 – 2                                                                 | Guinea                                                                | Amichevole                                                            | 1                                                                     | 62’                                                                   |
| 10-1-2021                                                             | Bafoussam                                                             | Guinea                                                                | 1 – 0                                                                 | Malawi                                                                | Coppa d'Africa 2021 - 1º turno                                        | -                                                                     | 88’                                                                   |
| 14-1-2022                                                             | Bafoussam                                                             | Senegal                                                               | 0 – 0                                                                 | Guinea                                                                | Coppa d'Africa 2021 - 1º turno                                        | -                                                                     |                                                                       |
| 18-1-2022                                                             | Yaoundé                                                               | Zimbabwe                                                              | 2 – 1                                                                 | Guinea                                                                | Coppa d'Africa 2021 - 1º turno                                        | -                                                                     | 63’                                                                   |
| 24-1-2022                                                             | Bafoussam                                                             | Guinea                                                                | 0 – 1                                                                 | Gambia                                                                | Coppa d'Africa 2021 - Ottavi di finale                                | -                                                                     | 83’                                                                   |
| 23-9-2022                                                             | Orano                                                                 | Algeria                                                               | 1 – 0                                                                 | Guinea                                                                | Amichevole                                                            | -                                                                     | 71’                                                                   |
| 27-9-2022                                                             | Amiens                                                                | Costa d'Avorio                                                        | 3 – 1                                                                 | Guinea                                                                | Amichevole                                                            | -                                                                     | 67’                                                                   |
| 24-3-2023                                                             | Casablanca                                                            | Guinea                                                                | 2 – 0                                                                 | Etiopia                                                               | Qual. Coppa d'Africa 2023                                             | 1                                                                     | 35’ 77’                                                               |
| 27-3-2023                                                             | Rabat                                                                 | Etiopia                                                               | 2 – 3                                                                 | Guinea                                                                | Qual. Coppa d'Africa 2023                                             | -                                                                     |                                                                       |
| 9-9-2023                                                              | Lilongwe                                                              | Malawi                                                                | 2 – 2                                                                 | Guinea                                                                | Qual. Coppa d'Africa 2023                                             | -                                                                     | 72’                                                                   |
| 17-11-2023                                                            | Berkane                                                               | Guinea                                                                | 2 – 1                                                                 | Uganda                                                                | Qual. Mondiali 2026                                                   | -                                                                     |                                                                       |
| 21-11-2023                                                            | Francistown                                                           | Botswana                                                              | 1 – 0                                                                 | Guinea                                                                | Qual. Mondiali 2026                                                   | -                                                                     | 82’                                                                   |
| 8-1-2024                                                              | Abu Dhabi                                                             | Guinea                                                                | 2 – 0                                                                 | Nigeria                                                               | Amichevole                                                            | -                                                                     | 26’                                                                   |
| 15-1-2024                                                             | Yamoussoukro                                                          | Camerun                                                               | 1 – 1                                                                 | Guinea                                                                | Coppa d'Africa 2023 - 1º turno                                        | 1                                                                     | 85’                                                                   |
| 19-1-2024                                                             | Yamoussoukro                                                          | Guinea                                                                | 1 – 0                                                                 | Gambia                                                                | Coppa d'Africa 2023 - 1º turno                                        | -                                                                     | 90+2’                                                                 |
| 23-1-2024                                                             | Yamoussoukro                                                          | Guinea                                                                | 0 – 2                                                                 | Senegal                                                               | Coppa d'Africa 2023 - 1º turno                                        | -                                                                     | 64’                                                                   |
| 28-1-2024                                                             | Abidjan                                                               | Guinea Equatoriale                                                    | 0 – 1                                                                 | Guinea                                                                | Coppa d'Africa 2023 - Ottavi di finale                                | 1                                                                     |                                                                       |
| 2-2-2024                                                              | Abidjan                                                               | RD del Congo                                                          | 3 – 1                                                                 | Guinea                                                                | Coppa d'Africa 2023 - Quarti di finale                                | 1                                                                     | 90+2’                                                                 |
| 6-6-2024                                                              | Baraki                                                                | Algeria                                                               | 1 – 2                                                                 | Guinea                                                                | Qual. Mondiali 2026                                                   | -                                                                     | 90+1’                                                                 |
| 10-6-2024                                                             | El Jadida                                                             | Guinea                                                                | 0 – 1                                                                 | Mozambico                                                             | Qual. Mondiali 2026                                                   | -                                                                     | 65’                                                                   |
| 6-9-2024                                                              | Kinshasa                                                              | RD del Congo                                                          | 1 – 0                                                                 | Guinea                                                                | Qual. Coppa d'Africa 2025                                             | -                                                                     |                                                                       |
| 10-9-2024                                                             | Yamoussoukro                                                          | Guinea                                                                | 1 – 2                                                                 | Tanzania                                                              | Qual. Coppa d'Africa 2025                                             | 1                                                                     |                                                                       |
| 12-10-2024                                                            | Abidjan                                                               | Guinea                                                                | 4 – 1                                                                 | Etiopia                                                               | Qual. Coppa d'Africa 2025                                             | -                                                                     | 64’                                                                   |
| 15-10-2024                                                            | Abidjan                                                               | Etiopia                                                               | 0 – 3                                                                 | Guinea                                                                | Qual. Coppa d'Africa 2025                                             | -                                                                     | 61’                                                                   |
| Totale                                                                |                                                                       | Presenze                                                              | 30                                                                    |                                                                       | Reti                                                                  | 8                                                                     |                                                                       |